# Paedophryne swiftorum
Paedophryne swiftorum Rittmeyer et al., 2012 è una rana della famiglia Microhylidae, endemica della Papua Nuova Guinea lunga appena 8,5 mm, scoperta nel 2008 e caratterizzata formalmente nel gennaio 2012, attraverso una pubblicazione sulla rivista scientifica PLoS ONE..
La caratterizzazione ufficiale è avvenuta contemporaneamente a quella di un'altra minuscola rana, la Paedophryne amauensis scoperta sempre in Papua Nuova Guinea, che con i suoi 7,7 mm di lunghezza risulta essere il vertebrato più piccolo finora scoperto.
La rana fu scoperta nel 2008 da uno studente della Cornell University, Michael Grundler, durante una spedizione in Papua Nuova Guinea assieme ad altri due studenti, Eric Rittmeyer e Derrick Thompson, accompagnati dal Dottor Allison.

## Descrizione

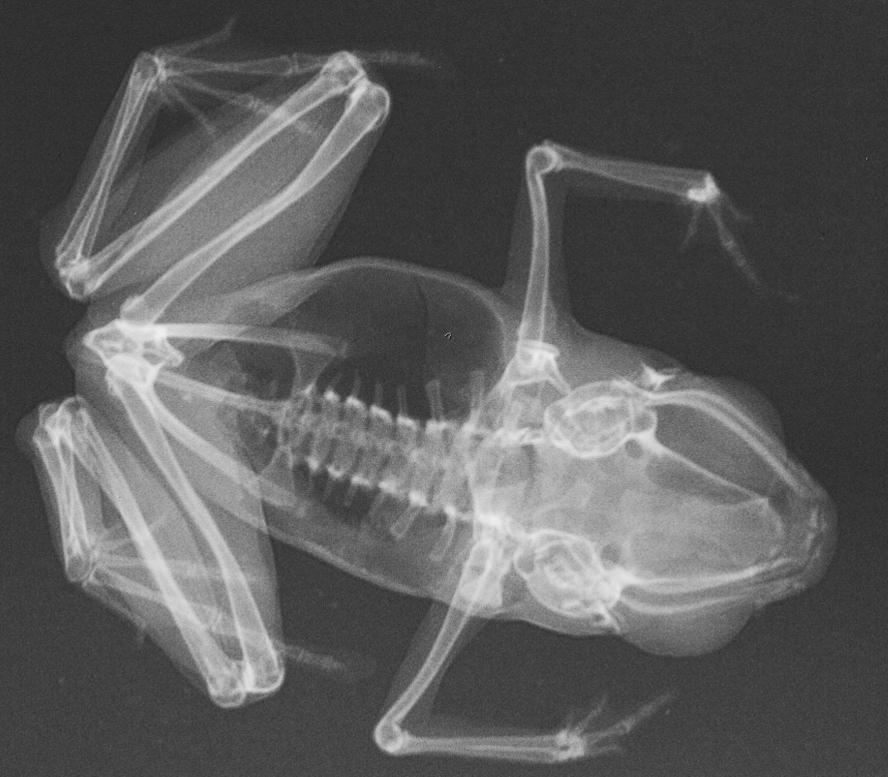
Immagine ai raggi X di paratipo di Paedophryne amauensis

Paedophryne swiftorum misura circa 8,5 mm; il dorso è irregolare di colore bruno scuro, con pallide chiazze marroni; il ventre appare più chiaro. La testa è corta e larga con occhi grandi; gli arti inferiori sono piuttosto lunghi.. 

## Biologia
Il ciclo vitale non include alcuno stadio larvale; in questa specie infatti, dopo la schiusa delle uova, si ottengono degli adulti in miniatura. Gli adulti sono tendenzialmente crepuscolari, sporadicamente diurni e mai notturni. Si nutrono di piccoli invertebrati come acari, collemboli e sono predate da uccelli, piccoli mammiferi e grandi invertebrati.

## Distribuzione e habitat
Così come tutte le specie di Paedophryne vive tra le foglie caduche in foreste tropicali dove ben si mimetizza. La nuova specie è endemica della Papua Nuova Guinea così come le altre sei specie appartenenti al genere Paedophryne; è stata rinvenuta a nord della nazione oceanica, nei pressi del villaggio di Kamiali.